# Каринский сельский округ (Одинцовский район)
Каринский сельский округ — упразднённая административно-территориальная единица, существовавшая на территории Одинцовского района Московской области в 1994—2006 годах.
Каринский сельсовет был образован в первые годы советской власти. По данным 1919 года он входил в состав Ягунинской волости Звенигородского уезда Московской губернии.
В 1923 году к Каринскому с/с был присоединён Сергиевский с/с, но в 1927 году он был выделен обратно.
В 1926 году Каринский с/с включал село Каринское, деревни Аниково, Сергиево и Спасская слобода, а также агропункт.
В 1929 году Каринский сельсовет вошёл в состав Звенигородского района Московского округа Московской области. При этом к нему были присоединены Скоковский и Супоневский с/с.
17 июля 1939 года к Каринскому с/с был присоединён Сергиевский с/с (селения Анашкино, Сергиево и Спасская слобода).
14 июня 1954 года к Каринскому с/с были присоединёны Игловский и Хаустовский сельсоветы.
22 июня 1954 года из Улитинского с/с в Каринский были переданы селения Покровское и Тараканово.
7 декабря 1957 года Звенигородский район был упразднён и Каринский с/с был передан в Кунцевский район.
28 июля 1960 года в связи с упразднением Кунцевского района Каринский с/с был передан в восстановленный Звенигородский район.
1 февраля 1963 года Звенигородский район был упразднён и Каринский с/с вошёл в Звенигородский сельский район. 11 января 1965 года Каринский с/с был передан в новый Одинцовский район.
27 декабря 1968 года к Каринскому с/с были присоединены селения Дьяконово, Локотня, Михайловское, Улитино и Хотяжи упразднённого Улитинского с/с.
29 марта 1977 года из Каринского с/с в новый Волковский с/с были переданы селения Аниково и Гигирево, посёлок санатория им. В. П. Чкалова и территории домов отдыха «Ёлочка» и «Жемчужина».
3 февраля 1994 года Каринский с/с был преобразован в Каринский сельский округ.
В ходе муниципальной реформы 2004—2005 годов Каринский сельский округ прекратил своё существование как муниципальная единица. При этом все его населённые пункты были переданы в сельское поселение Ершовское.
29 ноября 2006 года Каринский сельский округ исключён из учётных данных административно-территориальных и территориальных единиц Московской области.